# 양해림
양해림은 (1985년 1월 11일~ ) 전라남도 나주시에서 태어나 대한민국의 개그우먼 겸 JIBS 리포터, MC이자, 2009년 MBC 18기 공채 개그우먼으로 데뷔하였다.

## 방송
- 2009년 MBC 《개그야》
- 2010년 MBC 《하땅사》
- 2010년 MBC  《뜨거운 형제들》
- 2012년 MBC Music 《뮤직 코믹쇼》
- 2012년 MBC 《코미디에 빠지다》
- 2014년 SBS 《청담동 스캔들》 - 혜정 역
- 2014년 tvN 《황금거탑》
- 2014년 KBS 2TV 《비타민》
- 2022년 SBS 《네트워크 현장! 고향이 보인다》
- 2023년 JIBS 《맛있는 제주만들기》

## 수상
- 2009년 MBC 팔도모창 가수왕 대상